# Regionalarmee Südchina
Die Regionalarmee Südchina (jap. 南支那方面軍, Minami Shina hōmengun) war von 1940 bis 1941 eine der Regionalarmeen des Kaiserlich Japanischen Heeres. Ihr Tsūshōgō-Code (militärischer Tarnname) war Welle (波, Nami).

## Geschichte
Die Regionalarmee Südchina wurde am 9. Februar 1940 unter dem Kommando von General Andō Rikichi in Kanton aufgestellt und unterstand der China-Expeditionsarmee. Hauptaufgabe dieser Armee war es, die Besatzung für die japanisch eroberten chinesischen Provinzen Guangdong und Guangxi zu stellen.
Am 5. September 1940 besetzten Teile der Regionalarmee Südchina während der japanischen Invasion Französisch-Indochinas den Norden des von der Vichy-Regierung verwalteten kolonialen Überseegebietes, um die Nachschubwege der Nationalchinesen an der Grenze zu Französisch-Indochina abzuschneiden. Die Vereinbarung zwischen dem Kaiserreich Japan und der Vichy-Regierung hatte vorgesehen, dass Japan 6000 Soldaten im Land stationieren durfte. Diese Vereinbarung wurde jedoch vom General Andō unterlaufen, der von Guangdong aus Teile der 5. Division in Französisch-Indochina einmarschieren ließ. Andō wurde daraufhin seines Postens enthoben, den am 5. Oktober 1940 Generalleutnant Ushiroku Jun antrat.
Die Regionalarmee Südchina wurde am 16. Juni 1941 aufgelöst und ihre Truppen größtenteils wieder der China-Expeditionsarmee zugeteilt.

## Armeeführung

### Oberbefehlshaber
|    | Name                         | Von              | Bis             |
| -- | ---------------------------- | ---------------- | --------------- |
| 1. | Generalleutnant Andō Rikichi | 10. Februar 1940 | 5. Oktober 1940 |
| 2. | Generalleutnant Ushiroku Jun | 5. Oktober 1940  | 26. Juni 1941   |

### Stabschefs
|    | Name                        | Von              | Bis           |
| -- | --------------------------- | ---------------- | ------------- |
| 1. | Generalmajor Nemoto Hiroshi | 10. Februar 1940 | 1. März 1941  |
| 2. | Generalmajor Katō Rimpei    | 1. März 1941     | 28. Juni 1941 |

## Untergeordnete Einheiten
- Indochina-Expeditionsarmee
- 22. Armee
  - Kaiserliche Garde
  - 5. Division
- 18. Division
- 38. Division
- 104. Division
- 19. Selbstständige Gemischte Brigade
- 1. Selbstständige Infanterie-Brigade